# 霍哈爾特山
46°41′55″N 10°43′33″E / 46.698611°N 10.725833°E

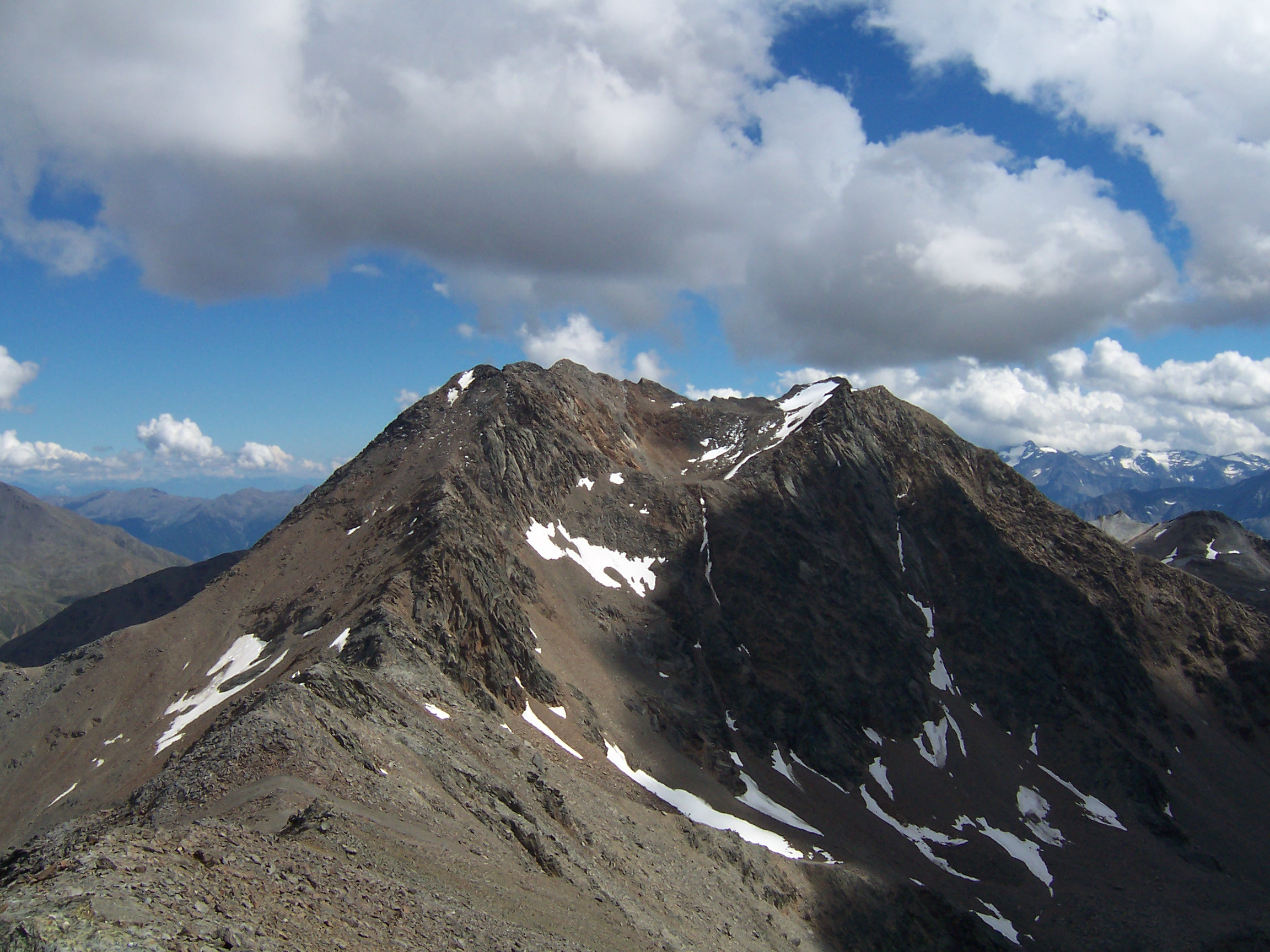

霍哈爾特山（義大利語：Hochalt），是意大利的山峰，位於該國東北部，由博爾扎諾-南蒂羅爾自治省負責管轄，屬於奧茨塔爾阿爾卑斯山脈的一部分，海拔高度3,285米，每年平均降雨量1,357毫米。